# Щепкин, Павел Степанович
Павел Степанович Щепкин (5 [16] ноября 1793, Москва — 15 [27] июля 1836, Москва) — русский математик, ординарный профессор и декан отделения физических и математических наук Московского университета.

## Биография
Родился 5 (16) ноября 1793 года в семье канцеляриста Московской духовной консистории. Приятели отца (диакон церкви Св. Чудотворца Николая, что на Студенцах — Иван Петрович, корректор Московской духовной типографии — Следков и А. Н. Николаев, впоследствии профессор математики в Ярославском Демидовском училище) приготовили его к поступлению в 1808 году в Академическую гимназию, откуда спустя несколько месяцев он перешёл в Московский университет. Окончил физико-математическое отделение Московского университета в декабре 1811 года со степенью кандидата математических наук и в течение трёх лет служил воспитателем в семьях помещиков Нижегородской губернии.
В июне 1815 года он успешно защитил диссертацию «Об открытиях, сделанных в астрономии со времени изобретения телескопов» (М., 1815) и получил степень магистра; 10 сентября 1815 года прочитал свою первую лекцию по алгебре, в следующем году читал геометрию, затем тригонометрию — сначала по руководству профессора Чумакова, а затем по курсу Франкера. Был утверждён в звании адъюнкта 17 сентября 1818 года, а после ухода из университета профессора Т. И. Перелогова в 1826 году был утверждён в звании экстраординарного профессора, а 8 декабря того же года — в звании ординарного профессора Московского университета.
Во время холерной эпидемии 1830 года П. С. Щепкин исполнял обязанности ректора университета; с мая 1831 по май 1833 года был деканом физико-математического отделения университета.
Кроме профессорства, Щепкин занимал должности инспектора казенных студентов и директора медицинского института (1830—1833), члена училищного комитета и некоторые другие.
В конце 1833 года, по совершенно необъяснимой причине, П. С. Щепкин решил бросить профессуру и перешёл на должность старшего учителя математики и физики в Московский дворянский институт.

Щепкин, профессор чистой математики, о котором я писал Вам в предыдущем письме против ожидания многих, вышел из университета. Министр, хотя и писал к нему весьма ласковое письмо, но не удерживал в прежней службе, как, по-видимому, он ожидал. За упразднением сей кафедры преподавание чистой математики поручено мне, в звании, однако, адъюнкта.
— Из письма Николая Ефимовича Зернова
В 1835 году он был назначен старшим цензором и преподавателем математики в двух высших классах Константиновского межевого института.
Умер от чахотки в Москве 15 (27) июля 1836 года. Похоронен на кладбище Донского монастыря.

## Семья
Сыновья:
- Сергей (1824—1898)
- Николай (1825—1911)
- Степан (1831—1885)
- Митрофан (1832—1908)